# Hradec (Krty-Hradec)
Hradec (německy Hradetz) je vesnice, dnes součást obce Krty-Hradec v okrese Strakonice. Tvoří jednu ze dvou základních sídelních jednotek této obce. Nachází se severně od Hradeckého rybníka.

## Historie
Poprvé je Hradec zmiňován v roce 1569 v urbáři strakonického panství. Po zrušení patrimoniální správy v roce 1848 se Hradel stal součástí Mnichova. Roku 1920 vytvořil společně se sousedními Krty obec Krty-Hradec, která byla v roce 1974 připojena ke Katovicím. V roce 1990 se obec opětovně osamostatnila. Zpočátku nesla název Krty, ten byl ale roku 1997 změněn na Krty-Hradec.

## Obyvatelstvo
| 1869 | 1880 | 1890 | 1900 | 1910 | 1921 | 1930 | 1950 | 1961 | 1970 | 1980 | 1991 | 2001 | 2011 |
| ---- | ---- | ---- | ---- | ---- | ---- | ---- | ---- | ---- | ---- | ---- | ---- | ---- | ---- |
| 198  | 199  | 170  | 180  | 172  | 176  | 186  | 158  | —    | 131  | 96   | 73   | 63   | 70   |